# Сумська обласна філармонія
50°54′15″ пн. ш. 34°47′40″ сх. д. / 50.90427° пн. ш. 34.79433° сх. д.

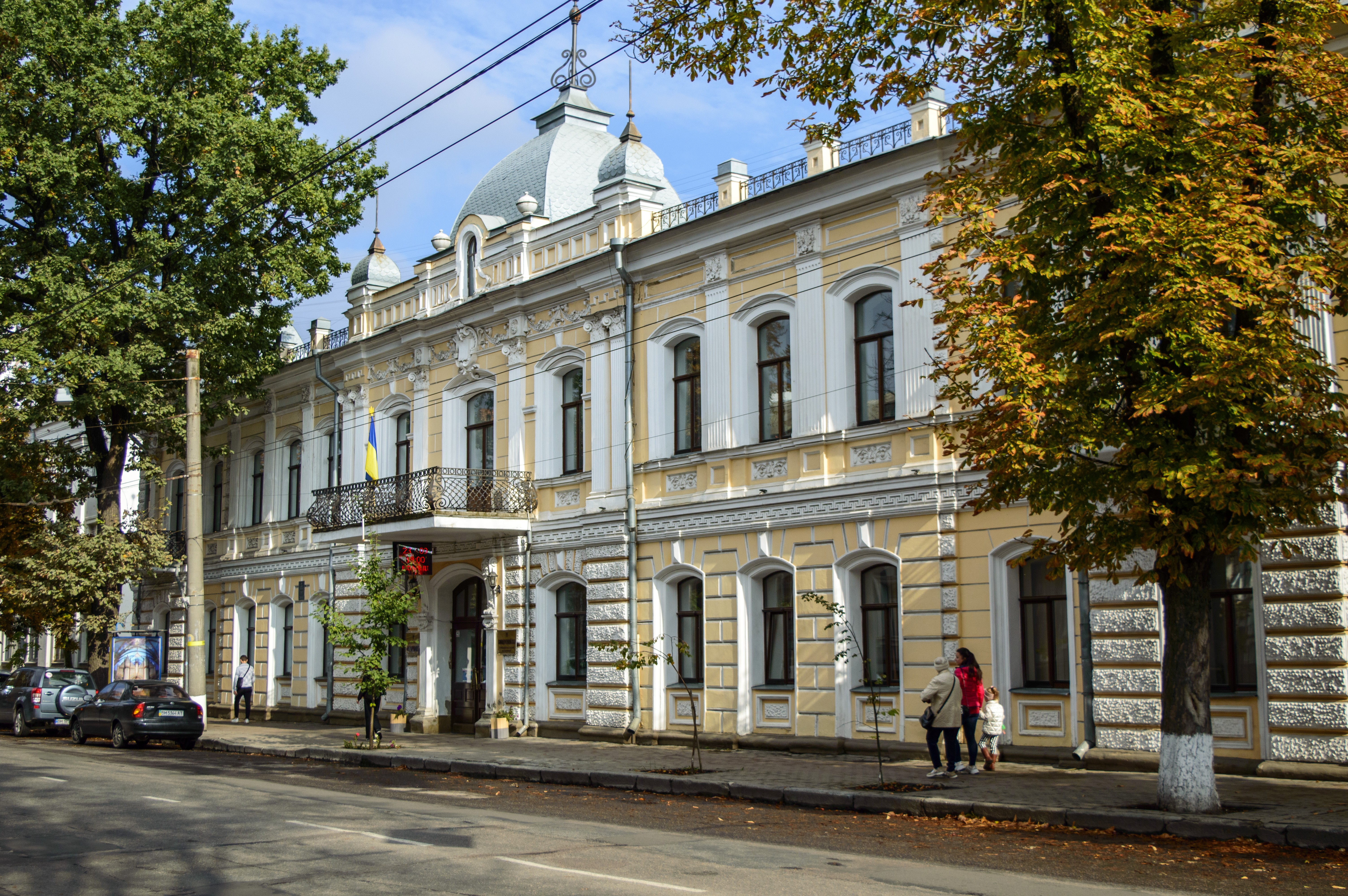
Фасад сумської філармонії, сучасний вигляд

Будинок дворянського зібрання (поч. ХХ століття)

Сумська обласна філармонія — визначна історико-культурна будівля в Сумах. 
Адреса: Суми, вул. Петропавлівська, 63

## Опис будівлі
Будівля двоповерхова, на даху розташовані три невеликих за розміром чотиригранних куполи, які завершуються піднятими до неба шпилями. Цікаво, що вони надзвичайно схожі на старий купол альтанки, який під час реставрації було замінено на новий. По всій довжині даху встановлена решітка.
Фасад філармонії має багатий декор та розкішні архітектурні деталі, які надають будівлі офіційний, навіть парадний статус. Міжвіконні пілястри виконані в іонічному ордері, обрамлення довгих вікон поглиблене. Також серед цікавих архітектурних деталей можна спостерігати підвіконний пояс, фріз та розкішні ліпні гірлянди.
На другому поверсі розташовані три балкони. Центральний балкон, що знаходиться над головним входом, а також два інші, розташовані симетрично з боків фасаду будівлі, мають огорожу у вигляді граційно вигнутої решітки. Також вікна, що містяться на балконах, є ширшими та красивіше обрамленими за інші.
Глядацька зала філармонії має особливу пишноту в оздобленні стелі та балкону. Біля входу до зали розташовані дві глядацькі ложі.

## Історія
У 1890-х збудовано Дворянське зібрання, на земельній ділянці, яку подарував місту відповідальний за будівництво Будинку громадських зборів поміщик та меценат Герасим Кондратьєв.
На першому поверсі Будинку зібрання розташовувалися музичний салон, театральний зал, ресторан. На другому — кімнати для куріння та зали для гри в азартні ігри. Також до будівлі примикав великий за своїми розмірами парк, де любили прогулюватися люди «з вищого світу».
На сцені Дворянського громадського зібрання виступали такі відомі співаки як Федір Шаляпін, Сергій Лемешев, Леонід Собінов.
Після революції Дворянське зібрання перетворилося на філармонію.
У 2007-2008 в будівлі проводився капітальний ремонт, сцену було переобладнано під органний зал, куди перенесли орган з Троїцької церкви. Орган було встановлено чеською фірмою «RIEGER-KLOSS».
1968—1973 солісткою філармонії була заслужена артистка УРСР Нінель Анникова (ліричне сопрано), відома за роботою в Харківському і Київському театрах музичної комедії.

## Структура
В. о. директора Сумської обласної філармонії з 1984 — Надія Миколаївна Дяковська. Фінансовими справами філармонії займається Лариса Миколаївна Петрова. Берелет Лариса Геннадіївна працює начальником концертного відділу. Ластовецька Олена Іванівна — художній керівник Сумської філармонії..

## Колектив філармонії
В обласній філармонії працює відомий органіст, заслужений артист України, Михайло Чичерін, який веде активну концертну діяльність з 1980-х років та виступав в усіх органних залах України.
Лауреат республіканського конкурсу камерний оркестр класичної та сучасної музики колектив «Ренесанс». У вересні 2008 «Ренесанс» відзначив 25-ліття своєї діяльності. Керівником оркестру є Людмила Стичук.
Також філармонія має свій малий симфонічний оркестр, керівником якого є заслужений працівник України Серебряков Володимир Петрович.
Молодіжний вокальний ансамбль «Елегія», який є лауреатом Всеукраїнських пісенних конкурсів.
Жіночий вокальний ансамбль народної пісні «Лада», художнім керівником якого є Лариса Ласукова.